# Lijst van rijksmonumenten in Ouddorp
De plaats Ouddorp telt 19 inschrijvingen in het rijksmonumentenregister. Hieronder een overzicht.
| Object                                                               | Oorspronkelijke functie?  | Bouwjaar                | Architect          | Locatie              | Coördinaten?                  | Nr.?   | Afbeelding                 |
| -------------------------------------------------------------------- | ------------------------- | ----------------------- | ------------------ | -------------------- | ----------------------------- | ------ | -------------------------- |
| De Zwaan                                                             | Industrie- en poldermolen | 1846                    |                    | Dorpsweg 35          | 51° 48' 25" NB, 3° 55' 46" OL | 16256  | Meer afbeeldingen          |
| Pand met puntgevel                                                   | Werk-woonhuis             | ca. 1800                |                    | Hoenderdijk 5        | 51° 48' 32" NB, 3° 56' 6" OL  | 16257  | Meer afbeeldingen          |
| Hoekpand met gevel, waarvan de top ingezwenkte contouren             | Werk-woonhuis             | eind 18e eeuw           |                    | Hoenderdijk 11       | 51° 48' 33" NB, 3° 56' 6" OL  | 16258  | Meer afbeeldingen          |
| De Hoop                                                              | Industrie- en poldermolen | 1845                    |                    | Molenweg 24          | 51° 48' 45" NB, 3° 55' 59" OL | 16259  | Meer afbeeldingen          |
| Boerderij "Zeezicht"                                                 | Boerderij                 | 18e eeuw                |                    | Oostdijkseweg 81     | 51° 49' 58" NB, 3° 58' 24" OL | 16260  | Boerderij "Zeezicht"       |
| Huis met gepleisterde puntgevel                                      | Werk-woonhuis             | 17e eeuw (zijdekplaten) |                    | Raadhuisstraat 15    | 51° 48' 33" NB, 3° 56' 11" OL | 16261  | Meer afbeeldingen          |
| Huis en Schuilkerk                                                   | Kerk en kerkonderdeel     | 17e eeuw                |                    | Weststraat 3         | 51° 48' 32" NB, 3° 56' 10" OL | 16263  | Meer afbeeldingen          |
| Breed pand, waarvan de voorgevel in- en uitzwenkende zijkanten heeft | Werk-woonhuis             | 1774                    |                    | Weststraat 13        | 51° 48' 32" NB, 3° 56' 9" OL  | 16265  | Meer afbeeldingen          |
| Breed pand, waarvan de voorgevel in- en uitzwenkende zijkanten heeft | Werk-woonhuis             | 1774                    |                    | Weststraat 15        | 51° 48' 32" NB, 3° 56' 8" OL  | 16266  | Meer afbeeldingen          |
| Dorpskerk                                                            | Kerk en kerkonderdeel     | 18e eeuw                |                    | Weststraat 2         | 51° 48' 33" NB, 3° 56' 8" OL  | 16267  | Meer afbeeldingen          |
| Toren                                                                | Kerk en kerkonderdeel     | 1857                    |                    | Hoenderdijk 2        | 51° 48' 33" NB, 3° 56' 7" OL  | 16268  | Meer afbeeldingen          |
| Duinboerderij "Het Blaeuwe Huus"                                     | Boerderij                 | 1659 (gevelankers)      |                    | Bosweg 2             | 51° 48' 22" NB, 3° 56' 14" OL | 381880 | Meer afbeeldingen          |
| Terrein waarin overblijfselen van bewoning                           | Archeologisch monument    | Romeinse tijd           |                    | Hoofdweg/Klaverseweg | 51° 49' 25" NB, 3° 58' 55" OL | 45428  | Upload foto                |
| Kasteelberg Spreeuwenstein                                           | Archeologisch monument    | 13e-14e eeuw            |                    | Steenweg/Bosweg      | 51° 48' 11" NB, 3° 56' 30" OL | 45429  | Kasteelberg Spreeuwenstein |
| Wagenschuur bij boerderij Zeezicht                                   | Gebouw                    | 18e eeuw                |                    | Oostdijkseweg 81     | 51° 49' 58" NB, 3° 58' 24" OL | 407657 | Meer afbeeldingen          |
| Raadhuis van Ouddorp                                                 | Bestuursgebouw en onderdl | 1904                    | Tjeerd Kuipers     | Raadhuisstraat 4     | 51° 48' 33" NB, 3° 56' 10" OL | 524377 | Meer afbeeldingen          |
| Cichoreifabriek Ceres                                                | Industrie                 | 1902-1903               |                    | Smalle Einde 4       | 51° 48' 24" NB, 3° 56' 20" OL | 524378 | Meer afbeeldingen          |
| Vuurtoren Westhoofd                                                  | Kust- en oevermarkering   | 1947                    | Gijsbert Friedhoff | Groenedijk 3         | 51° 29' 5" NB, 3° 30' 54" OL  | 530826 | Meer afbeeldingen          |